# Linnaemya luculenta
Linnaemya luculenta är en tvåvingeart som beskrevs av Mensil 1977. Linnaemya luculenta ingår i släktet Linnaemya och familjen parasitflugor.
Artens utbredningsområde är Madagaskar. Inga underarter finns listade i Catalogue of Life.